# Etra

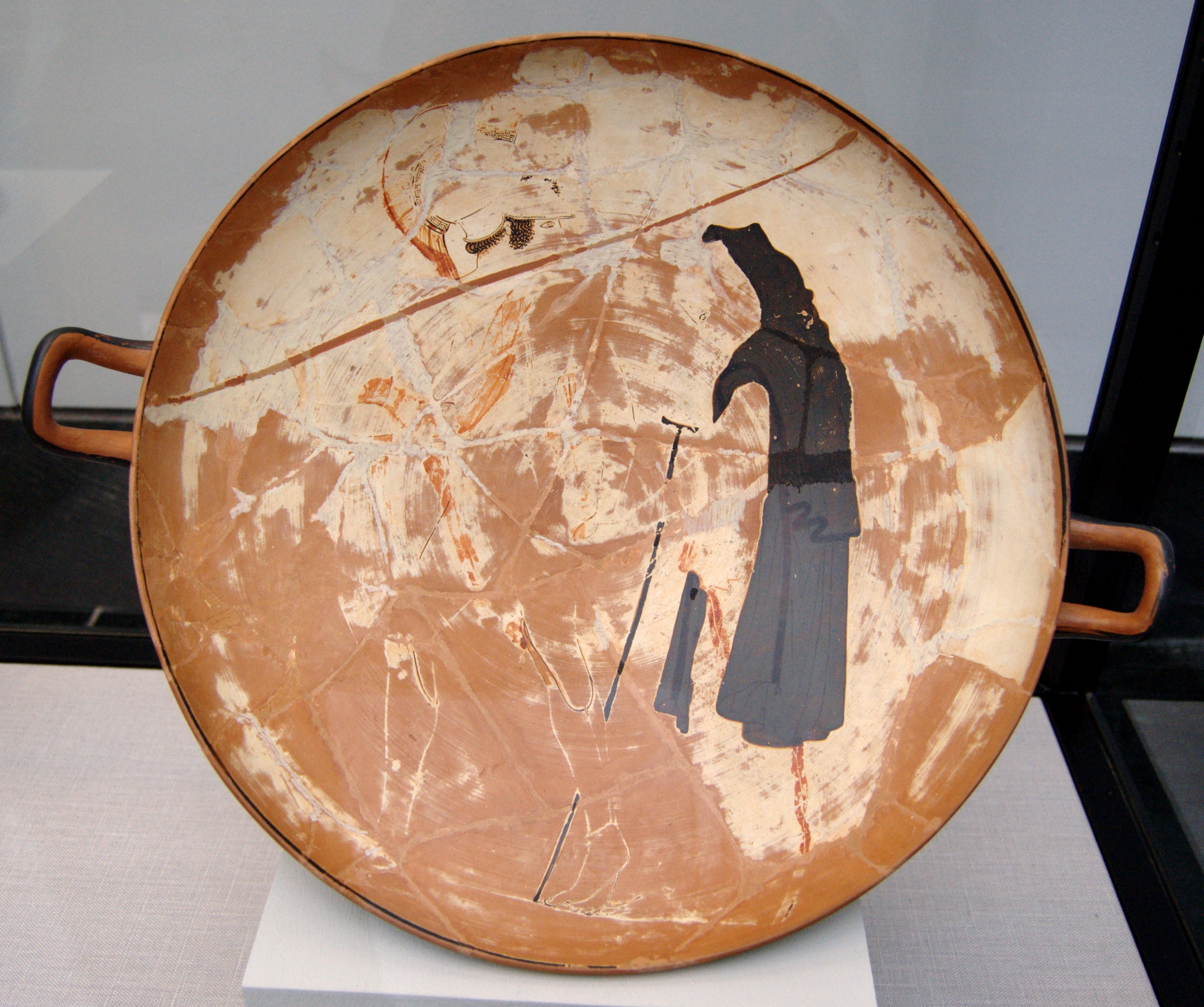
Demofonte liberando a Etra. Kílix ático de fondo blanco, c. 470–460 a. C.

En la mitología griega, se llama Etra (en griego antiguo, Αἴθρα [ǎi̯tʰra] / Aíthra: «cielo claro») a cuatro personajes. Etra sugiere la forma femenina de Éter.

## Madre de Teseo

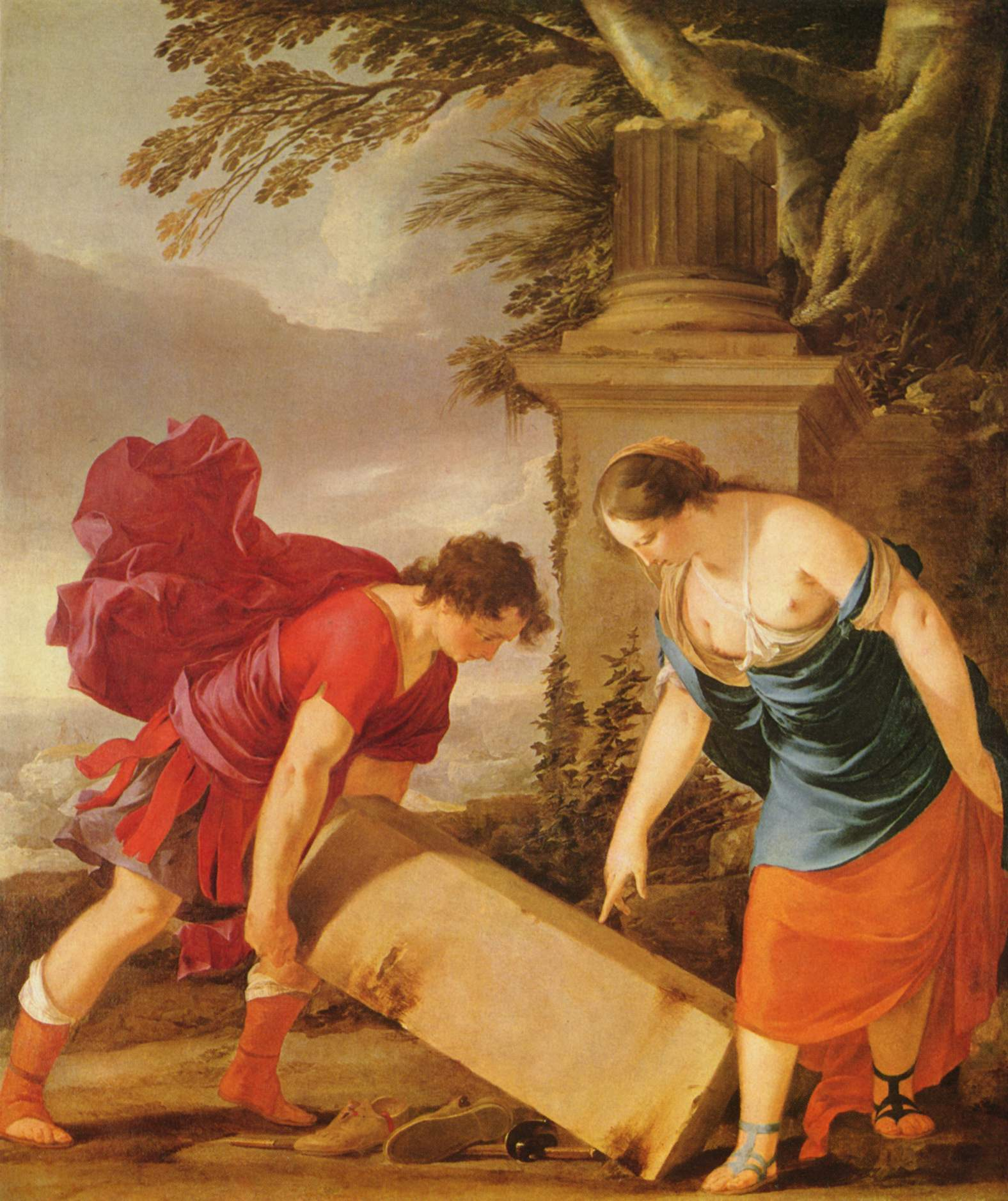
Teseo y Etra, Laurent de La Hyre, c. 1635–40. Museo de Bellas Artes, Budapest.

Etra era hija de Piteo, rey de Trecén. Belerofonte la pidió una vez en matrimonio, pero lo desterraron a Caria antes de que pudiera celebrarse la boda. Con Hipalces fue madre de Clímene, quien fue sirvienta de Helena.
Fue madre de Teseo con Egeo, rey de Atenas. En la noche en la que quedó embarazada, se creía que también Poseidón había estado con ella. El dios la sorprendió en la isla de Esferia, a donde había ido, debido a un sueño, con el propósito de ofrecer un sacrificio sobre la tumba de Esfero. Etra dedicó por ello en la isla un templo a Atenea Apaturia (falsa) y llamó a la isla Hiera en lugar de Esferia, introduciendo también entre las doncellas de Trecén la costumbre de dedicar sus zónulas (fajas) a Atenea Apaturia en el día de su matrimonio. Según Plutarco, Piteo difundió esta versión sólo para que Teseo fuese considerado hijo de Poseidón, quien era muy reverenciado en su tierra. Egeo regresó a Atenas y Etra crio a su hijo en Trecén. Cuando el muchacho cumplió dieciséis años, le contó la historia de su nacimiento y lo llevó a la roca bajo la que Egeo había ocultado las sandalias y la espada.
Tras raptar a Helena, Teseo la puso al cuidado de Etra. Los Dioscuros (Cástor y Pólux) acudieron al rescate de su hermana y regresaron a Lacedemonia con  Etra como esclava. Más tarde, Helena marchó a Troya acompañada por Etra. En el palacio de Príamo, Etra cuidó de Múnito, hijo de su nieto Acamante y Laódice. Tras la caída de Troya llegó al campamento de los griegos, donde fue reconocida por sus nietos. Demofonte, uno de ellos, pidió a Agamenón que procurase su libertad. Agamenón envió para ello un mensajero a Helena pidiéndole que renunciara a Etra. Helena accedió y Etra volvió a ser libre.
Según Higino, más tarde Etra se suicidó debido a la pena por la muerte de su hijo.
La figura de Etra aparece en distintas manifestaciones artísticas a partir del siglo VI a. C. La historia de su cautiverio a manos de Helena fue representada en el cofre de Cípselo y en una pintura de Polignoto en la lesque de Delfos.

## Consorte de Atlas
Etra es el nombre de la consorte de Atlas en la poesía arcaica. En la Astronomía poética se nos dice que, de acuerdo a Museo, las Pléyades eran quince en número, nacidas de Atlante y Etra, hija de Océano. Cinco de ellas fueron llamadas Híades en honor a su hermano Hiante. En la misma obra se nos dice que las Pléyades también son citadas como hijas de Atlante y de Pléyone, otra hija de Océano.Parece que Ferécides y Ovidio también conocían a la madre de las Híades con este nombre.

## Consorte de Hiperión
Según Higino Etra es la consorte del titán Hiperión y madre de Helios, Selene y Eos. El propio autor no nos revela quiénes eran sus padres. Se considera que Etra pudiera ser un epíteto acaso de la titánide Tea.

## Esposa de Falanto
Según Pausanias Etra es la esposa de Falanto de Esparta. Este cumplió la profecía después de que Etra lo bañara en sus lágrimas, tras lo cual conquistó Tarento.